# Dalida (chanson)
Pour les articles homonymes, voir Dalida (homonymie).
Dalida est une chanson du rappeur Soolking sortie en 2018.

## Genèse
Dans cette chanson qui rend hommage au titre de Dalida sorti en 1973 (Paroles... Paroles...), Soolking remet en question les paroles d’autrui. L'idée de la chanson d'origine est reprise dans le texte de l’artiste algérien pour principalement parler de ceux qui sous-estiment les autres, ceux qui souhaitent s’en sortir et qui vivent dans la précarité. De plus, Soolking a choisi Dalida car comme lui, elle est partie du Nord de l'Afrique (elle d'Egypte et lui d'Algérie) pour connaître le succès en France.
Le clip montre un mime de cirque sous-estimé dans son enfance qui finit par être acclamé par son public.

## Classements et certifications
| Pays (2018)               | Meilleure position |
| ------------------------- | ------------------ |
| France (streaming)        | 10                 |
| France (téléchargements)  | 43                 |
| France (Mégafusion)       | 11                 |
| Wallonie (Bubbling Under) | 5                  |
| Wallonie (Tip)            | 5                  |
| Wallonie (Urban)          | 18                 |
| Allemagne                 | 94                 |
| (deezer)                  | 6                  |

### Certifications et ventes
| Région | Certification | Ventes/Streams                 |
| ------ | ------------- | ------------------------------ |
| France | Diamant       | 50 000 000 équivalents streams |